# 1929 dans les parcs de loisirs
| Années des parcs de loisirs : 1926 - 1927 - 1928 - 1929 - 1930 - 1931 - 1932    |
| Décennies des parcs de loisirs : 1890 - 1900 - 1910 - 1920 - 1930 - 1940 - 1950 |

## Parcs d'attractions

### Ouverture
- Erlebnispark Tripsdrill ( Allemagne)
- Kiddieland Amusement Park (en) ( États-Unis)

### Fermeture
- Idora Park (Californie) (en) ( États-Unis)
- Luna Park (Cleveland) ( États-Unis)

## Attractions

### Montagnes russes
| Nom            | Type / Modèle | Constructeur                         | Parc                          | Pays       |
| -------------- | ------------- | ------------------------------------ | ----------------------------- | ---------- |
| Cyclone        | Bois          | Harry Traver (en)                    | Cedar Point                   | États-Unis |
| Cyclone        | Bois          |                                      | Central Park (en)             | États-Unis |
| Dragon Coaster | Bois          |                                      | Playland                      | États-Unis |
| Greyhound      | Bois          | Green Bay Roller Coaster Corporation | Bay Beach Amusement Park (en) | États-Unis |

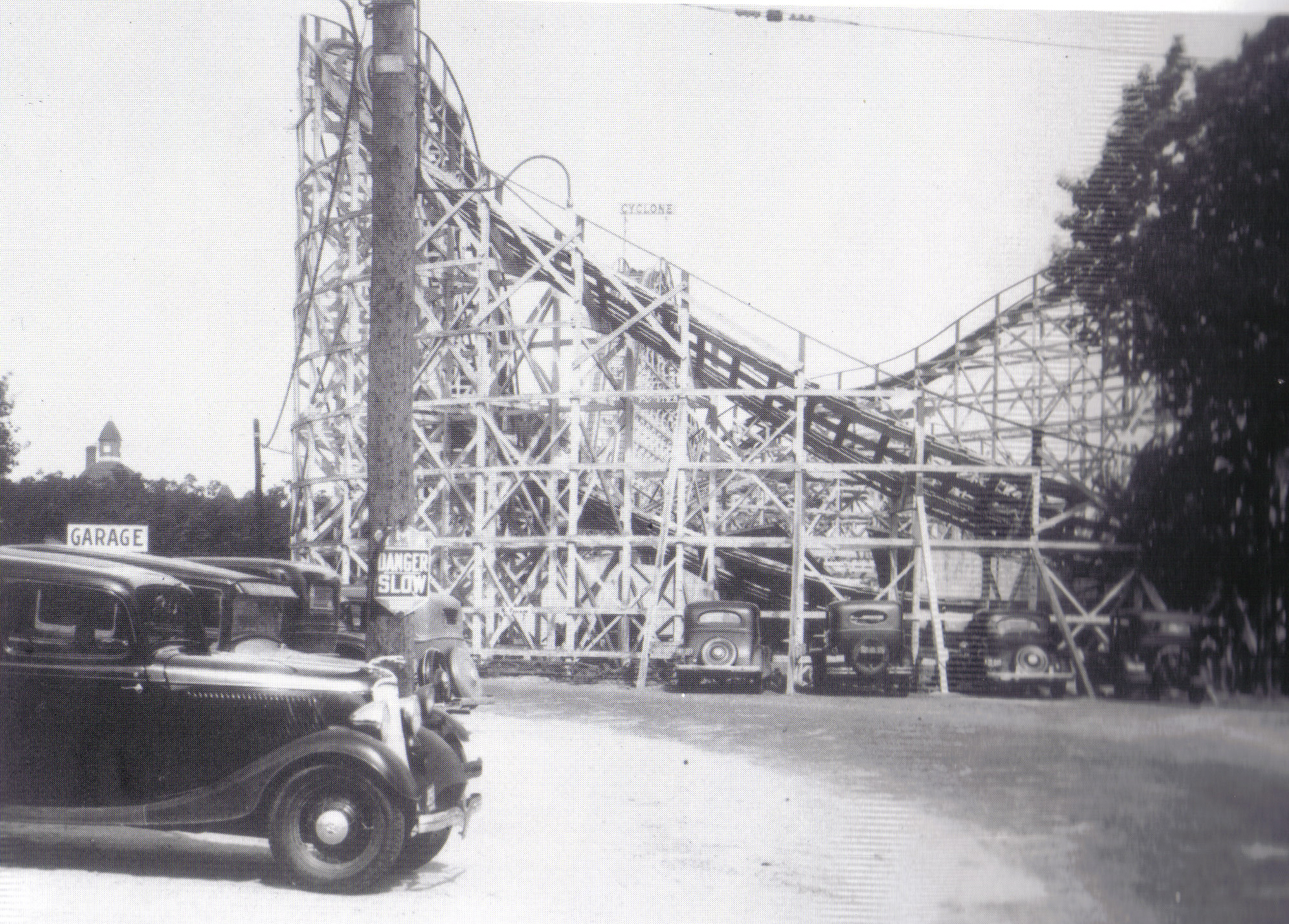
Cyclone à Cedar Point
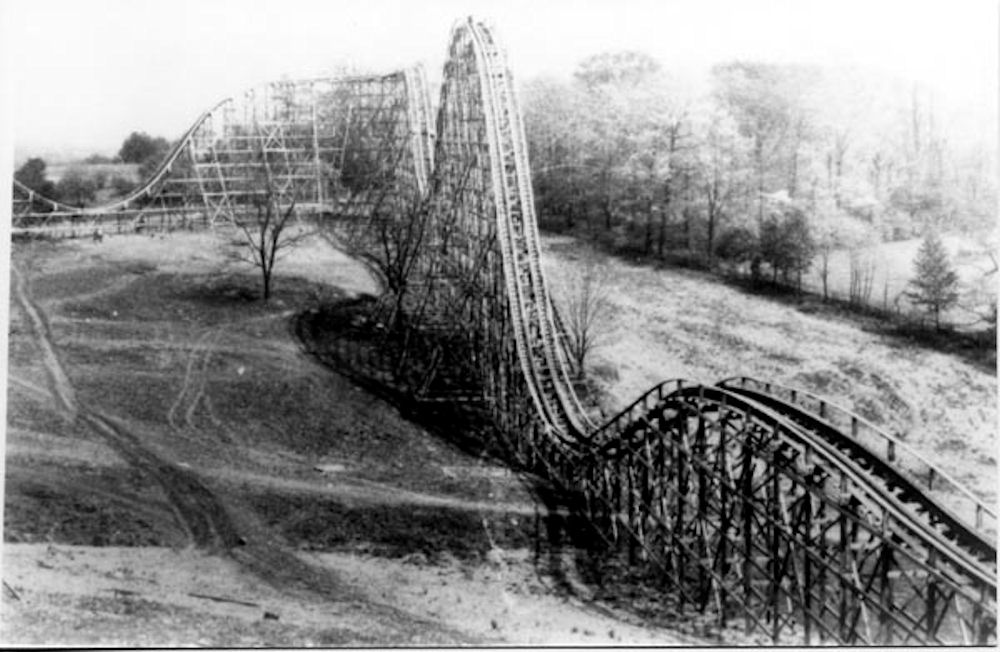
Cyclone à Central Park (en)

### Autres attractions
| Nom            | Type / Modèle  | Constructeur                  | Parc                    | Pays       |
| -------------- | -------------- | ----------------------------- | ----------------------- | ---------- |
| Nom inconnu    | Palais du rire |                               | Lagoon                  | États-Unis |
| Altweibermühle | Toboggan       |                               | Erlebnispark Tripsdrill | Allemagne  |
| Mill Chute     | Old Mill       | Philadelphia Toboggan Company | Hersheypark             | États-Unis |
| Noah's Ark     | Palais du rire |                               | Old Orchard Pier        | États-Unis |
| Old Mill       | Old Mill       |                               | Playland                | États-Unis |

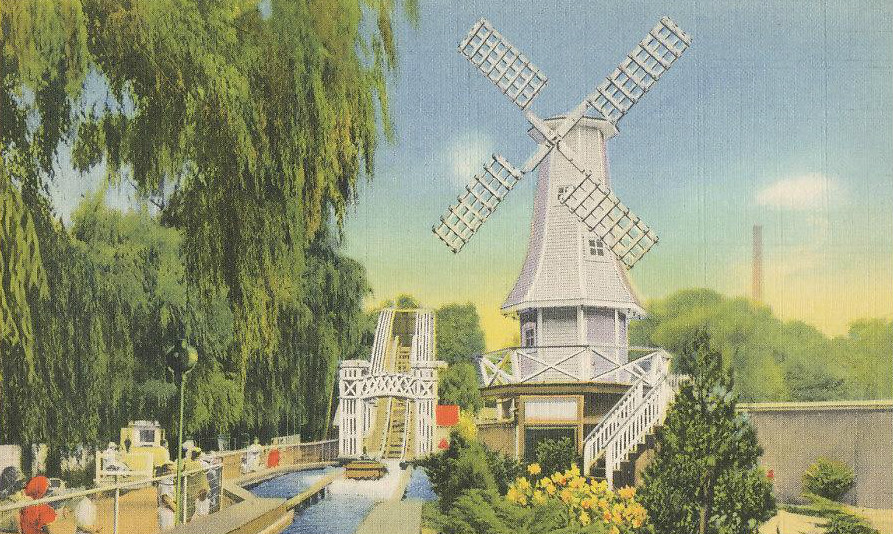
Mill Chute à Hersheypark
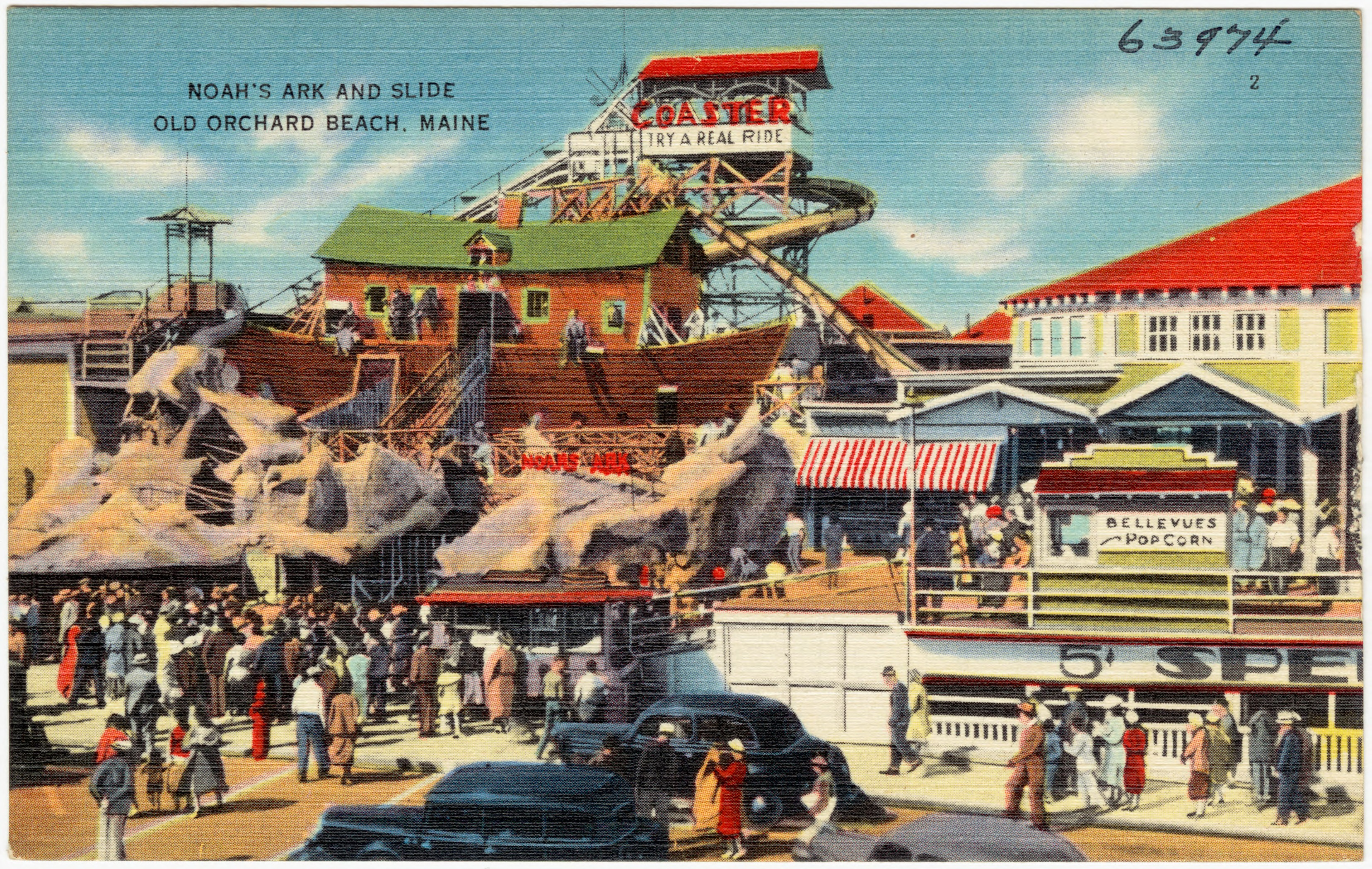
Noah's Ark à Old Orchard Pier